# Selim Çürükkaya
Mehmet Selim Çürükkaya (* 1. Januar 1954 im damaligen Tanzut, Bingöl, Türkei) ist ein kurdischer Schriftsteller und Aktivist. Er ist Gründungsmitglied und einer der bekanntesten Dissidenten der Arbeiterpartei Kurdistans (PKK) Çürükkaya lebt in Deutschland und veröffentlichte acht Bücher, zwei davon wurden ins Deutsche übersetzt.

## Leben
Selim Çürükkaya wurde 1954 im damaligen Tanzut, einem Dorf in der Provinz Bingöl im Stromtal des Murat zwischen den Städten Palu und Genç, geboren. Er besuchte die Grundschule im Dorf und lernte dort Türkisch. Nach Abschluss der Grundschule wurde das Dorf in İkizgöl umbenannt. Nach der Grundschule zog er zu einem Onkel nach Ceyhan (Adana), um dort die Mittelschule zu besuchen. Er brach den Schulbesuch ab und arbeitete in einer Kohlenhandlung und in Cafés. Anfang der 1970er Jahre zog er zurück nach Bingöl, um die Mittelschule zu beenden. Das Dorf war zwischenzeitlich von einem Erdrutsch zerstört worden und an anderer Stelle, 17 km von Bingöl entfernt, unter dem Namen Yeniköy wieder aufgebaut worden.
1974 schloss sich Çürükkaya den „Kurdistan-Revolutionären“ an, aus denen später die PKK hervorging. Çürükkaya wurde im Mai 1980 von einem Militärgericht in Diyarbakır zu einer langjährigen Haftstrafe verurteilt. In seinen Büchern berichtet er von Folter und Widerstand. Nach eigenen Aussagen beteiligte er sich an mehreren Hungerstreiks. Seine Frau Aysel war in demselben Gefängnis untergebracht. Im April 1991 kam er frei. Er verließ die Türkei und besuchte die Mahsum-Korkmaz-Akademie in der libanesischen Bekaa-Ebene. Er war in verschiedenen Funktionen in der PKK tätig, unter anderem als Koordinator der Serxwebûn. Çürükkaya überwarf sich mit Abdullah Öcalan wegen dessen Führungsstils und der Verfolgung und Ermordung innerparteilicher Kritiker. Çürükkaya wurde auf Geheiß Öcalans inhaftiert und zum Tode verurteilt. Er konnte aus der Haft fliehen, kam nach Deutschland und musste sich vor der Organisation verstecken. In Deutschland setzte sich Günter Wallraff für ihn ein und besuchte Öcalan im syrischen Exil, um eine Begnadigung Çürükkayas zu bewirken.

## Veröffentlichungen
- 12 Eylül Karanlığında Diyarbakır Şafağı (2-teiliger Roman über das Gefängnis in Diyarbakır)
- Demirci Kawa Ve Çağdaş Kawa (Theaterstück)
- Apo'nun Ayetleri (türkische Fassung von PKK: Die Diktatur des Abdullah Öcalan)
- Güvercini De Vurdular (Roman)
- Beni Yıldızlara Gömün (gesammelte journalistische Texte)
- O Türküyü Söyle (Roman)
- Sırlar Çözülürken (Kriminalroman)
- Susmak Ölmektir (Roman)
- Sing That Song (englischer Roman)
- Veywek (Dokumentarfilm)

## Veröffentlichungen in Deutschland
- Ein Regen aus Kieseln wird fallen – Texte aus dem Exil; mit 17 anderen Autoren, Hrsg. Sigfrid Gauch, Claudia C. Krauße, Brandes & Apsel, 2009 ISBN 978-3-86099-398-9
- PKK: Die Diktatur des Abdullah Öcalan, Frankfurt am Main 1997